# Kan'onji
Ne doit pas être confondu avec Kan'on-ji.
Kan'onji (観音寺市, Kan'onji-shi) est une ville située dans la préfecture de Kagawa, au Japon.

## Géographie

### Situation
Kan'onji est située dans l'extrême ouest de la préfecture de Kagawa, au bord de la mer intérieure de Seto.

### Démographie
En septembre 2021, la population de la ville de Kan'onji était de 58 734 habitants, répartis sur une superficie de 117,84 km2.

### Climat
Kan'onji a un climat subtropical humide caractérisé par des étés chauds et des hivers frais avec de légères chutes de neige. La température moyenne annuelle à Kan'onji est de 15,5 °C. La pluviométrie annuelle moyenne est de 1 439 mm, septembre étant le mois le plus humide.

## Histoire
La ville de Kan'onji a été créée en 2005, de la fusion des anciens bourgs d'Ōnohara et Toyohama.

## Culture locale et patrimoine
À Kan'onji, se trouvent les ruines de la statue de la paix de Kan'onji, haute de 100 m.
- Kotohiki Hachiman-gū
- Parc Kotohiki
- Barrage de Hōnen'ike

## Transports
Kan'onji est desservie par la ligne Yosan de la JR Shikoku. La gare de Kan-onji est la principale gare de la ville.

## Jumelages
La ville est jumelée avec :
- Kusatsu (Japon),
- Makkari (Japon),
- Appleton (États-Unis),
- Jimo (Chine).

## Personnalités liées à la municipalité
- Monzo Akiyama (1891-1944), amiral
- Masayoshi Ōhira (1910-1980), premier ministre
- Keizō Hamada (né en 1952), homme politique